# Шепелєв Павло Андрійович
Павло Андрійович Шепелєв (1904 — ?) — радянський і партійний діяч, секретар Сталінського обласного комітету КП(б)У, директор Макіївського мережевого району «Донбасенерго».

## Біографія
Член ВКП(б) з 1927 року. Освіта вища.
У грудні 1939 — 16 травня 1941 року — завідувач відділу електростанцій Сталінського обласного комітету КП(б)У.
16 травня — грудень 1941 року — секретар Сталінського обласного комітету КП(б)У із електростанцій.
У 1941—1944 роках — секретар і заступник секретаря Башкирського обласного комітету КП(б)У із електростанцій.
У 1944 (затверджений в червні 1945)—1948 роках — заступник секретаря Сталінського обласного комітету КП(б)У із електростанцій — завідувач відділу електропромисловості і електростанцій Сталінського обласного комітету КП(б)У.
З 1948 року — директор Макіївського мережевого району «Донбасенерго» Сталінської області.
Подальша доля невідома.

## Нагороди
- орден Трудового Червоного Прапора (23.01.1948)
- орден Червоної Зірки (21.01.1944)
- медалі